# Powiat

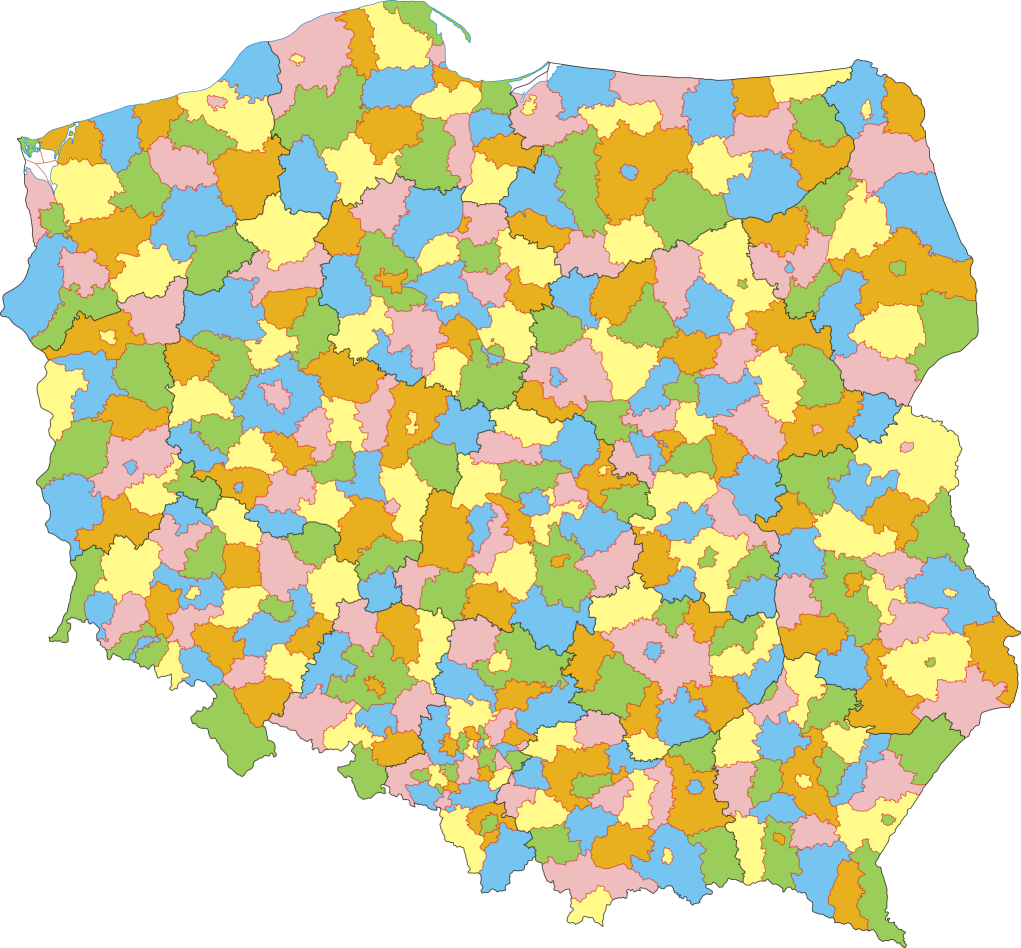
Powiate in Polen

Der Powiat [ˈpɔvʲat] (Plural powiaty) ist eine territoriale Verwaltungseinheit der zweiten Ebene der kommunalen Selbstverwaltung in Polen und liegt in der Verwaltungshierarchie unter der Woiwodschaft (województwo) und oberhalb der Gemeinde (Gmina). Im Durchschnitt haben Woiwodschaften 20 Powiate, die jeweils aus 5 bis 15 Gemeinden bestehen.
Typische Größe und administrative Funktion eines Powiats entsprechen annähernd der eines Landkreises in der deutschen kommunalen Selbstverwaltung, weshalb „Powiat“ meist als „(Land-) Kreis“ übersetzt wird. Powiate sind fast immer nach dem Ort des Verwaltungssitzes benannt, der in adjektivischer Form nachgestellt wird (z. B. powiat poznański, „Kreis Posen“, wörtlich „Posener Kreis“).
Bei der Verwaltungsreform 1975 wurde die Zahl der Verwaltungsebenen von drei auf zwei reduziert; aus bis dahin 17 Woiwodschaften wurden 49, die Powiate entfielen. Bei der Verwaltungsreform 1999 wurde die Zahl der Woiwodschaften auf 16 verringert und die Powiat-Ebene wieder eingeführt.
2014 gab es in Polen 380 Powiate, darunter 314 Powiate im engeren Sinne („Landkreis“, powiat ziemski) und 66 kreisfreie Städte (miasto na prawach powiatu).

## Organisation und Aufgaben
Verwaltungstechnisch bestehen zwischen einem Powiat und dem deutschen Landkreis Unterschiede. Beim Powiat sind die Verantwortlichkeiten wie folgt zugeordnet:
- Legislative: Kreisrat (rada powiatu). Die wörtliche Übersetzung „Rat des Kreises“ für „Rada Powiatu“ kann zu Missverständnissen führen; der „Rat des Kreises“ war ein Verwaltungsorgan in der DDR.
- Exekutive: Kreisvorstand (zarząd powiatu) mit seinem Vorsitzenden, dem Landrat (starosta) und ihm untergeordneten Landratsamt (starostwo powiatowe), darunter auch Kreissekretär (sekretarz powiatu) und Kreiskämmerer (skarbnik powiatu). Die Exekutivämter werden vom Kreisrat gewählt.

Der Kreisrat wird von den Einwohnern des Kreises in allgemeinen Wahlen (mit vierjährigen Wahlperioden) einberufen.
Landrat und Kreisvorstand erfüllen die administrativen Aufgaben des Kreises und werden durch den Kreisrat einberufen. Der Landrat ist in der Regel nicht der Vorsitzende des Kreisrates.
Die polnischen Kreise sind also Gebietskörperschaften mit Magistratsverfassung. Sie sind ebenso wie die Gemeinden rechtlich eigenständige und eigenverantwortliche Einheiten.
Die Kreise nehmen nur die Aufgaben wahr, die von den Gemeinden als den eigentlichen lokalen Selbstverwaltungen nicht erfüllt werden können und die ihnen als Selbstverwaltungsaufgaben explizit per Gesetz zugeschrieben sind. Insofern sind sie z. B. mit den Ämtern oder Verwaltungsgemeinschaften in Thüringen vergleichbar.

## Kreisfreie Städte
Miasta na prawach powiatu (wörtlich „Städte mit den Rechten eines Powiats“ bzw. „Kreises“) sind Gemeinden, die zugleich die Aufgaben eines Kreise wahrnehmen. Informell und in der Rechtswissenschaft werden sie als powiat grodzki („Stadtkreis“) bezeichnet.
Ihre Legislative ist die Stadtverordnetenversammlung (rada miasta) und ihre Exekutive der Stadtpräsident (prezydent miasta). Beide Organe werden vom Volk gewählt (vgl. Süddeutsche Ratsverfassung).
Beispielsweise ist Elbląg (Elbing) eine kreisfreie Stadt und gehört dem Powiat Elbląski (Powiat Elbing) selbst nicht an. Das Umland der Stadt gehört als eigenständige Landgemeinde Elbląg zum Powiat.

## Regionalstatistik
Powiate sind in den regionalen Statistiken der Europäischen Union je nach Einwohnerzahl in NUTS 3 oder LAU 1 klassifiziert (vgl. NUTS:PL).

## Geschichte
Die Geschichte der Powiate reicht zurück bis ins 14. Jahrhundert. Das Wort Powiat leitet sich vom Litauischen powĕta (von wĕta, altertümlich für Stadt) ab. Die 1795 aufgelöste Woiwodschaft Wilna gliederte sich in fünf Powiate (Distrikte). Die Woiwodschaften waren am Anfang des 19. Jahrhunderts weit größer zugeschnitten als heute und umfassten nur zwei bis fünf Powiate.
Der polnische Begriff Powiat wurde im 19. Jahrhundert mit Distrikt übersetzt.